# فوق القانون (فلم)
فوق القانون  (بالإنجليزية: Above the Law) هو فيلم حركة تم إنتاجه في الولايات المتحدة وصدر في سنة 1988.

## بطولة
- ستيفن سيغال
- بام غرير
- شارون ستون

## الميزانية والإيرادات
بلغت تكلفة إنتاج الفيلم حوالي 7,500,000 دولار بينما حقق أرباحا تقدر بـ 18,869,631 دولار.

## وصلات خارجية
- مقالات تستعمل روابط فنية بلا صلة مع ويكي بيانات